# Sardana
Sardana er en catalansk traditionel dans som stammer fra det 16. århundrede, hvilket bliver udført af store ensembler, kaldt for Cobla og bliver danset af mænd og kvinder der holder hånd i en cirkel, hvor de kigger på dens midte og bevæger sig til højre og venstre på et godt stabilt tempo.
Det er struktureret i flere dele, kaldt for 'tirader' (løb), af hvilket der er to typer: 'sardana curta' (kort sardana), som er den originale stilart, og 'sardana llarga' (lang sardana), hvilket er mere populært i dag.
Navnet sardana kan henvise til både dansen og musikken.
Blandt sardana-komponisterne udstår Josep Serra, Juli Garreta og Joaquim Serra, mens musikere såsom Enric Morera, Joan Manén, Eduard Toldrà, Ricard Lamote de Grignon og Agustí Borgunyó også har tilknyttet dele af deres arbejde til genren.